# Jours de gloire (film, 1945)
Pour les articles homonymes, voir Jour de gloire.
Pour plus de détails, voir Fiche technique et Distribution.
Jours de gloire (Giorni di gloria) est un film italien de montage, à caractère documentaire, réalisé en 1945 par Luchino Visconti et Marcello Pagliero, avec la coordination de Giuseppe De Santis et Mario Serandrei.

## Synopsis
Le film relate certains événements liés à la Résistance italienne durant la période de septembre 1943 au printemps de 1945. Visconti a tourné le document sur le procès et l'exécution du SS Pietro Koch et du collaborateur Pietro Caruso (durant lequel Carretta, un témoin, ancien directeur de la prison de Regina Cœli, fut lynché), tandis que Pagliero a réalisé celui sur l'ouverture des Fosses Ardéatines, où furent jetés des dizaines de cadavres d'otages abattus par les Allemands.

## Fiche technique
- Titre : Jours de gloire (Giorni di gloria)
- Réalisation : Luchino Visconti, Marcello Pagliero
- Musique : Costantino Ferri
- Commentaires : Umberto Calosso, Umberto Barbaro
- Coordination[Quoi ?] : Giuseppe De Santis, Mario Serandrei
- Photographie : Giovanni Pucci, Massimo Terzano
- Durée : 71 min
- Production : Fulvio Ricci, pour la Titanus, ANPI, Psychological Group of the US Army
- Date de sortie
  - Royaume d'Italie : octobre 1945 - redécouvert et restauré à Rome en 1970

## Distribution
- U. Calosso : commentaires (voix)